# Crocus melantherus
Crocus melantherus är en irisväxtart som beskrevs av Pierre Edmond Boissier, Theodhoros Georgios Orphanides och George Maw. Crocus melantherus ingår i släktet krokusar, och familjen irisväxter. Inga underarter finns listade i Catalogue of Life.